# Хименес, Густаво
Густа́во Адо́льфо Химе́нес Салди́ас (исп. Gustavo Adolfo Jiménez Saldías, известный по прозвищу El Zorro (исп. Лис); 1886, Сьерро де Паско — 1933, Ла-Либердад) — перуанский военный и политический деятель, находился на посту президента Перу в течение шести дней в 1931 года, в момент крайней политической нестабильности в стране. Впоследствии он возглавил провалившиеся восстание против правительства.

## Биография
Поступил в Военное училище Чорильос в 1902 году, которое окончил в 1908. Густаво Хименес был организатором одного из многочисленных движений, направленных на свержение действующего президента Аугусто Легии. После отставки Легии он поддержал временного президента Луиса Мигеля Санчеса Серро и вошел в состав первого правительства, получив назначения министра внутренних дел. После реорганизации кабинета он был исключен из него, так как постепенно переходил в левую оппозицию президенту. Был назначен главой правительственных войск, призванных подавить революционное движение в Арекипе в феврале 1931 года. После вынужденного отказа от руководства Санчеса Серро и занятием его места Рикардо Леонсио Элиас, Густаво Хименес вернулся в Лиму и начал вести переговоры с главой государства, и в результате отстранил его от власти и сам возглавил страну 5 марта 1931 года. Из-за продолжающихся волнений в стране и ещё большего обострения нестабильности Густаво Хименес вынужден был пойти на переговоры с революционерами из Арекипы и уступить свой пост Давиду Саманесу Окампо, а сам получил должность военного министра. Таким образом в Перу за 11 дней марта 1931 года сменилось три руководителя.
Задача Временного правительства было проведение выборов, которые произошли 11 октября 1931. Победу на них одержал Луис Мигель Санчес Серро во главе недавно образованной партии Революционный Союз. После этого Густаво Хименес перешел в оппозицию новоизбранному президенту и переехал в Арику, где заключил союз с лидерами партии АПРА. После восстания этой партии в городе Трухильо он объявился в городе Кахамарка, где выступил с заявлением против правительства и объявил себя "Верховным политическим и военным главой республики". Не сумев найти поддержки, он направился в сторону Трухильо, но по дороге был встречен правительственными войсками и, чтобы избежать ареста и военного трибунала, покончил жизнь самоубийством.